# 安阳窑
安陽窯，中國古窯，遺址位於河南省安陽市安陽橋附近，故而得名。遺址經考古學者判定為隋朝，且瓷片與安陽隋代墓葬出土文物相符。其產品為青瓷，技術已經相當成熟，瓷土粉碎與淘洗比較精細，胎體已經減薄，並且率先在素坯外面加罩護胎釉，開啓後世化妝土的先河。同時對於控制釉料中鐵元素含量而改變釉色的技術已經較為成熟，可以燒製從青中帶黃到褐色等多個色階的成品。